# 흰부리돌고래
흰부리돌고래(Lagenorhynchus albirostris)는 참돌고래과 낫돌고래속에 속하는 고래의 일종이다.

## 특징
흰부리돌고래는 낫돌고래속 중에서 가장 크고, 태어났을 때 1.1~1.2m이고 다 자라면 3m에 이른다. 흰부리돌고래의 특징은 이름 그대로 짧고 흰 부리이다. 등지느러미는 뒷쪽으로 굽어 있다.

## 같이 보기
- 고래류의 종 목록
- 해양생물학